# 愛媛縣立今治西高等學校
愛媛縣立今治西高等學校是位於日本愛媛縣今治市中日吉町3丁目地區的公立高等學校。
其棒球部自1960年代起是愛媛縣內的常勝軍，曾多次參加全國高等學校棒球錦標賽或被選入選拔高等學校棒球大會，至今參加兩項賽事都各已有超過十次的紀錄。

## 歷史
學校的前身可以追溯至1901年成立於越智郡日吉村的舊制中學校「愛媛縣立西條中學校今治分校」，1905年獨立設為「愛媛縣立今治中學校」，1920年遷移至位於今治市日吉甲地區的現址。
1948年配合日本的學制改革成為「愛媛縣立今治第一高等學校」，在當時還設有菊間分校、北鄉分校、櫻井分校三所分校。
1949年愛媛縣進行縣內高等學校重編，將愛媛縣立今治工業高等學校併入後更名為「愛媛縣立今治西高等學校」，不過自今治工業高等學校併入而成的工業科在1952年又獨立設為愛媛縣立今治工業高等學校，同時北鄉分校及櫻井分校也停辦。
1957年愛媛縣立弓削高等學校也曾一度被併入本校，成為今治西高等學校的弓削分校，而原本弓削高等學校的岩城分校也成為今治西高等學校的一所分校。但在隔年1958年弓削分校又再度獨立為愛媛縣立弓削高等學校，岩城分校則改劃入愛媛縣立伯方高等學校。
菊間分校則是在1968年停辦。
2019年愛媛縣立伯方高等學校被改設為愛媛縣立今治西高等學校伯方分校。